# Rode zalm
De rode zalm of blauwrugzalm (Oncorhynchus nerka) is een straalvinnige vis uit het geslacht Oncorhynchus in de familie van de  echte zalmen (Salmonidae). 

## Kenmerken
De zoutwatervorm is een slanke stevige vis met een zilverblauwe kleur met meer blauw naar de rug toe. Hij heeft wat kleine zwarte vlekjes in de buurt van de zijlijn. De staartvin is licht gevorkt en de aarsvin heeft 13 tot 18 stralen, hij is relatief grof geschubd en de bek is voorzien van kleine scherpe tandjes.
De dieren in paaikleed zijn door de rode kleur onmiskenbaar. De mannetjes krijgen een kleine bochel voor de rugvin, de onderkaak en neus worden verlengd en de tanden groeien.
De vis kan maximaal 84 cm lang en 7710 gram zwaar worden. De hoogst geregistreerde leeftijd is 7 jaar.

## Verspreiding en leefgebied
De sockeyezalm komt langs heel het noorden van de Grote Oceaan voor van Japan tot de Klamath Rivier in Californië. Van Japan tot Oregon komt ook de zoetwatervorm voor. Het zwaartepunt van de verspreiding ligt in Brits-Columbia. De zoetwatervorm wordt "kokanee" genoemd, de anadrome vorm "sockeye". Ook in brak water is de soort waargenomen. De vis prefereert een polair klimaat en leeft hoofdzakelijk in de Grote Oceaan. De diepteverspreiding is 0 tot 250 m onder het wateroppervlak.

## Bescherming
De zwarte kokanee (of kunimasu in het Japans) is een zoetwatervorm die alleen voorkwam in het Tazawakomeer in Japan. Toen dit meer werd gebruikt voor elektriciteit, werd het zuurder. Om de vis te redden van de ondergang, werden eitjes in de meren Saiko en Motosu losgelaten. Het plan leek mislukt en de vis werd sinds 1948 uitgestorven gewaand, maar de kunimasu werd in 2010 herontdekt in Saiko.

## Voortplanting
In Brits-Columbia paait de zoetwatervorm van september tot oktober. Voor de paai worden de stroompjes uitgezocht die uitkomen in de meren waar deze vorm leeft, maar ze paaien ook wel in de grindbanken aan de oevers van de meren. De vis legt ongeveer 500 eieren in een broedkuil. Een paar dagen na de voortplanting sterven de volwassen exemplaren. In december en januari komen de eitjes uit en de larven komen pas in mei tevoorschijn uit het grind. Als de vissen vier jaar oud zijn nemen ze weer deel aan de voortplanting. Ze zijn dan ongeveer 50 cm lang en twee kilo zwaar.
De anadrome vorm paait daar van juli tot december in beken en zijrivieren van de Fraserrivier en rivieren die uitkomen in de Bristolbaai. Ze keren daarbij terug naar hun geboorteplaats. Om die terug te vinden, rekenen ze mogelijk op een combinatie van aardmagnetisme, voor de weg van de oceaan naar het zoete water, en chemische signalen, om hun geboorterivier terug te vinden.
Opvallend is de lange ontwikkelingstijd van de eieren en larven, waarschijnlijk te wijten aan het grote formaat van de eieren en de lange strenge winter in Brits-Columbia.

## Relatie tot de mens
De rode zalm is voor de visserij van groot commercieel belang. Het vlees is bloedrood, vettig en zeer smakelijk. Ze worden gekookt, gerookt, gezouten en ingeblikt.
De vissen zijn moeilijk te vangen door hengelaars omdat ze plankton eten. Ze worden wel beschouwd als zeer goede sportvissen en worden zowel met de kunstvlieg als met kunstaas gevangen.
De soort kan worden bezichtigd in sommige openbare aquaria.